# Trompettakmos
Het trompettakmos (Ramalina fastigiata, synoniem: Ramalina fraxinea var. fastigiata) is een epifytisch struikvormig korstmos behorend tot de familie Ramalinaceae.

## Determinatie

### Uiterlijke kenmerken
Het trompettakmos bestaat uit een innige mutualistische symbiose van de schimmel Ramalina farinacea en een groenwier van het geslacht Trebouxia. Zo'n lichaam als geheel wordt thallus genoemd. Het thallus is onregelmatig vertakt. De afgeplatte, holle, gestreepte, onregelmatig gevormde lobben zijn 2–3 cm lang. De thalli zijn grijs of als ze nat zijn groen en bedekt met kleine lichte vlekjes (fenestrae = venstertjes). De onder- en bovenkant hebben dezelfde kleur. Ze hebben geen soralen.
De apotheciën komen veel voor. Ze zitten aan het uiteinde van de lobben. De crème-witte, platte tot iets komvormige apotheciën zijn 2–5 mm groot.
Dit korstmos heeft geen kenmerkende kleurreacties die kunnen helpen bij determinatie.

### Microscopische kenmerken
De 10–16 × 4,5–7,0 µm grote ascosporen zijn niervormig.

## Ecologie
Het komt voor op de bast van bomen, zoals eik, iep, populier, es, wilg, esdoorn en linde. Het korstmos kan slecht tegen luchtvervuiling en is daarom in verschillende wetenschappelijke onderzoeken gebruikt als biomonitor. Het trompettakmos zit met een centrale voet vast aan de bast, meestal aan de zonzijde, van de boom.

### Syntaxonomie

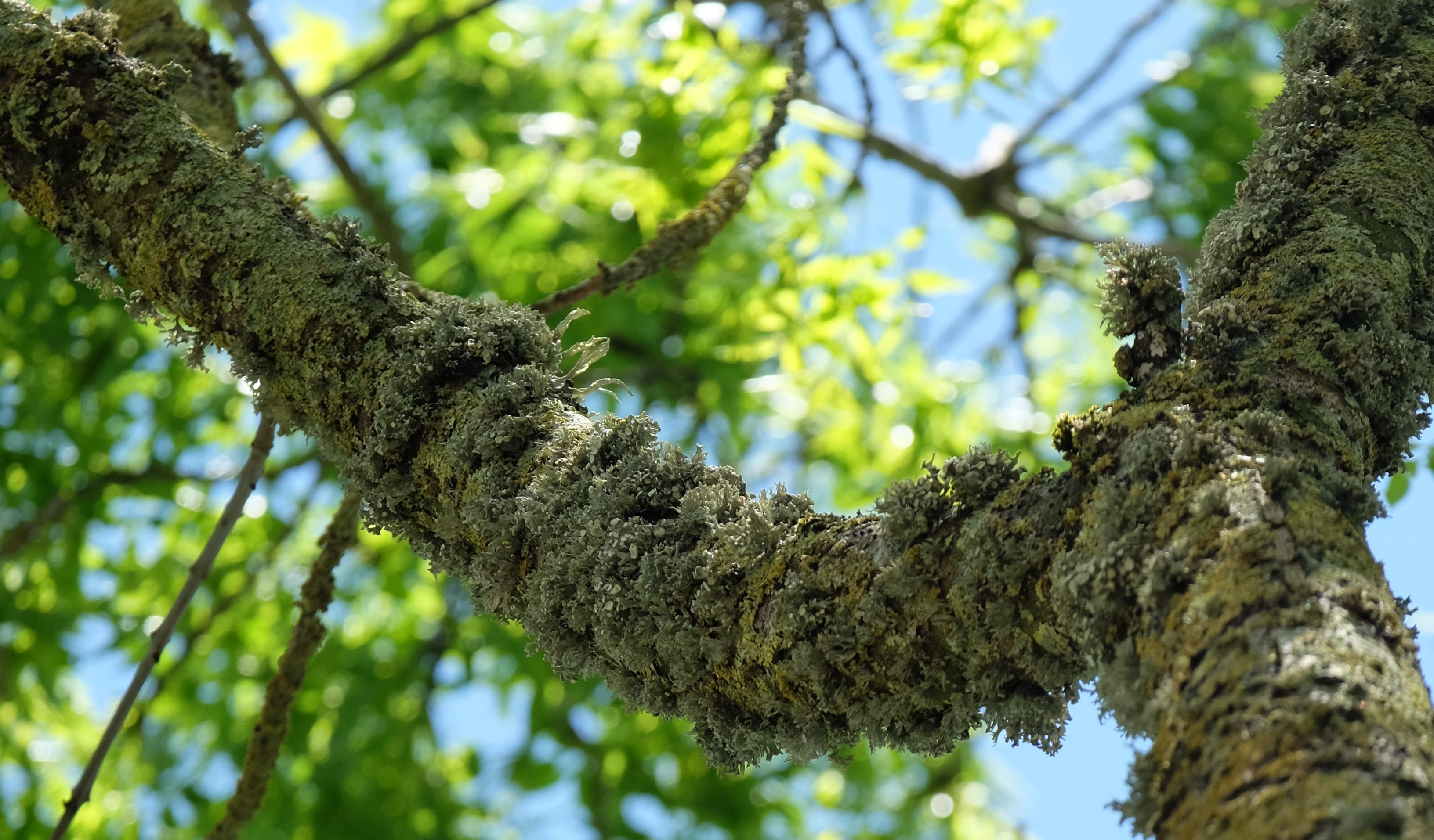
Veel exemplaren van trompettakmos, hier in de trompettakmos-associatie.

Het trompettakmos staat te boek als kensoort van de naar deze soort vernoemde trompettakmos-associatie (Ramalinetum fastigiatae).

## Verspreiding
Het trompettakmos kent een bijna kosmopolitische verspreiding; de soort komt met uitzondering van Antarctica op alle continenten op Aarde voor. De meest talrijke beschreven vindplaatsen liggen op het noordelijk halfrond, vooral in Europa. In Nederland is het een vrij algemeen voorkomende soort.

## Fotogalerij

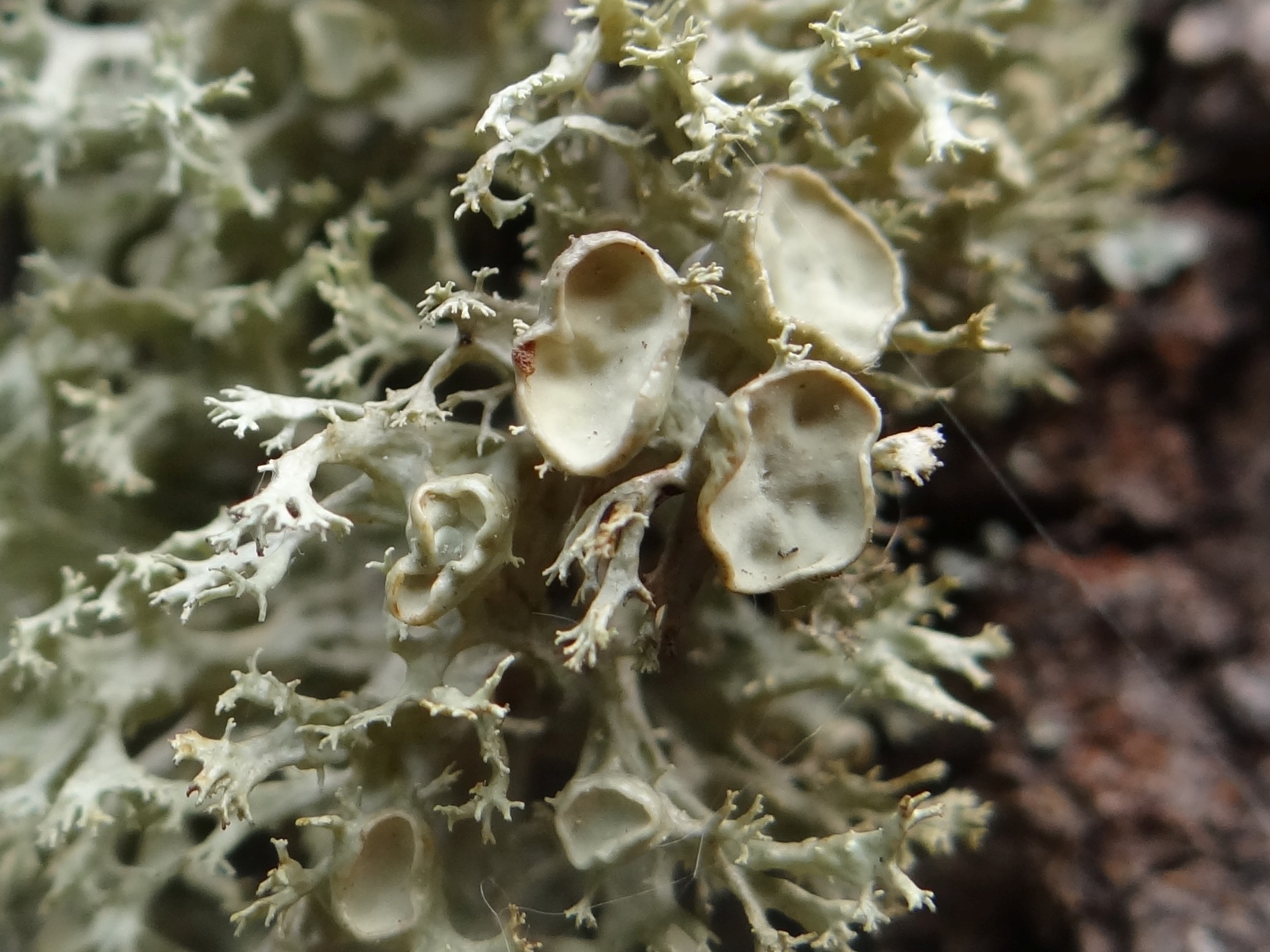
Trompettakmos met apotheciën